# Migliore società AIC
Il titolo di Migliore società AIC è un premio calcistico assegnato nella serata del Gran Galà del calcio AIC dall'Associazione Italiana Calciatori.
Viene premiata la società, che milita nel campionato di calcio italiano di Serie A, che più si è distinta nella stagione calcistica precedente.

## Albo d'oro
| Anno          | Squadra  | Presidente            |
| ------------- | -------- | --------------------- |
| 2011 Dettagli | Udinese  | Franco Soldati        |
| 2012 Dettagli | Juventus | Andrea Agnelli        |
| 2013 Dettagli | Juventus | Andrea Agnelli        |
| 2014 Dettagli | Juventus | Andrea Agnelli        |
| 2015 Dettagli | Juventus | Andrea Agnelli        |
| 2016 Dettagli | Juventus | Andrea Agnelli        |
| 2017 Dettagli | Juventus | Andrea Agnelli        |
| 2018 Dettagli | Juventus | Andrea Agnelli        |
| 2019 Dettagli | Atalanta | Antonio Percassi      |
| 2020 Dettagli | Atalanta | Antonio Percassi      |
| 2021 Dettagli | Inter    | Steven Zhang          |
| 2022 Dettagli | Milan    | Paolo Scaroni         |
| 2023 Dettagli | Napoli   | Aurelio De Laurentiis |
| 2024 Dettagli | Inter    | Giuseppe Marotta      |

## Vincitori
| Club     | Premi |
| -------- | ----- |
| Juventus | 7     |
| Inter    | 2     |
| Atalanta | 2     |
| Milan    | 1     |
| Napoli   | 1     |
| Udinese  | 1     |